# Leval (Nord)
Leval ist eine französische Gemeinde mit 2.483 Einwohnern (Stand 1. Januar 2022) im Département Nord in der Region Hauts-de-France. Sie gehört zum Arrondissement Avesnes-sur-Helpe und zum Kanton Aulnoye-Aymeries.

## Geographie
Die Gemeinde liegt rund 30 Kilometer südöstlich von Valenciennes im Regionalen Naturpark Avesnois. Nachbargemeinden sind Aulnoye-Aymeries im Norden, Monceau-Saint-Waast im Osten, Dompierre-sur-Helpe im Süden, Noyelles-sur-Sambre im Südwesten, Sassegnies im Westen und Berlaimont im Nordwesten.
An der westlichen Gemeindegrenze verläuft der kanalisierte Fluss Sambre, das Dorf Leval wird von seinem Zufluss Tarsy durchquert. Die nördlichen Orte der Gemeinde Cité des Forges und Le Petit Maubeuge sind mit der benachbarten Gemeinde Aulnoye-Aymeries verschmolzen.

### Verkehrsanbindung
Leval liegt abseits überregionaler Straßenverbindungen. Der regionale Straßenverkehr wird über die Départementsstraßen D 951 und D 959 und einige weitere lokale Straßen abgewickelt, die Leval mit seinen Nachbargemeinden verbinden. Das Gemeindegebiet wird von einer Eisenbahnstrecke durchquert, die von Avesnes-sur-Helpe nach Aulnoye-Aymeries führt und über eine Haltestelle in Leval verfügt. Der für die Binnenschifffahrt kanalisierte Fluss Sambre wird vor allem für den Güterverkehr genutzt.

## Bevölkerungsentwicklung
| Jahr      | 1962 | 1968 | 1975 | 1982 | 1990 | 1999 | 2006 | 2012 | 2020 |
| Einwohner | 1890 | 1916 | 2401 | 2598 | 2591 | 2393 | 2264 | 2433 | 2500 |

## Sehenswürdigkeiten
Die Kirche Saint-Saulve prägt das zentrale Ortsbild. Ihr gegenüber befindet sich ein Park mit Musikpavillon und ein Kriegerdenkmal.
Von besonderem Interesse ist der Tour Florentine, ein Turm als Eisenbahndepot aus der ersten Hälfte des 20. Jahrhunderts – Monument historique.

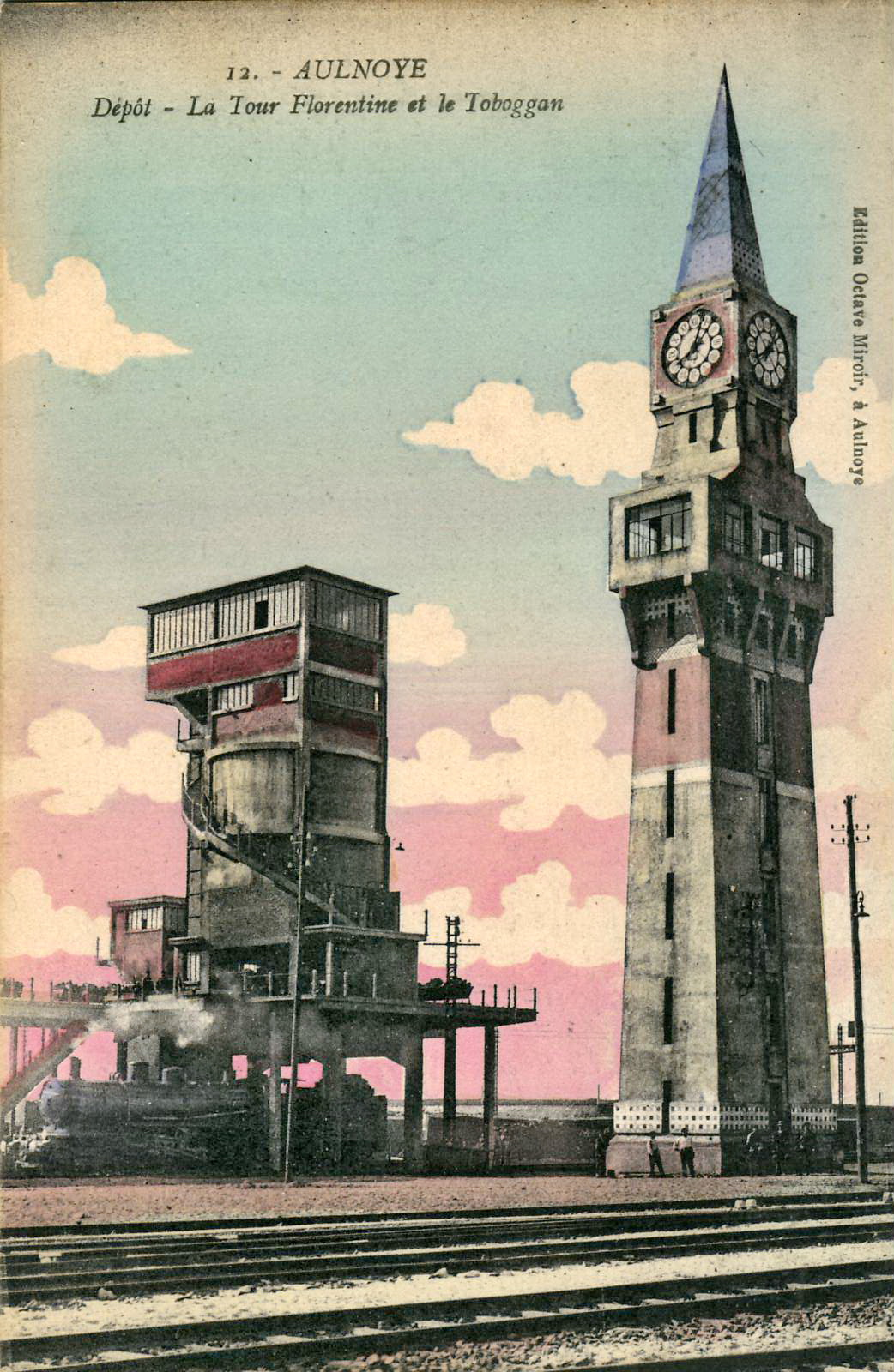
Tour Florentine mit nicht mehr existenter Materialrutsche „Toboggan“
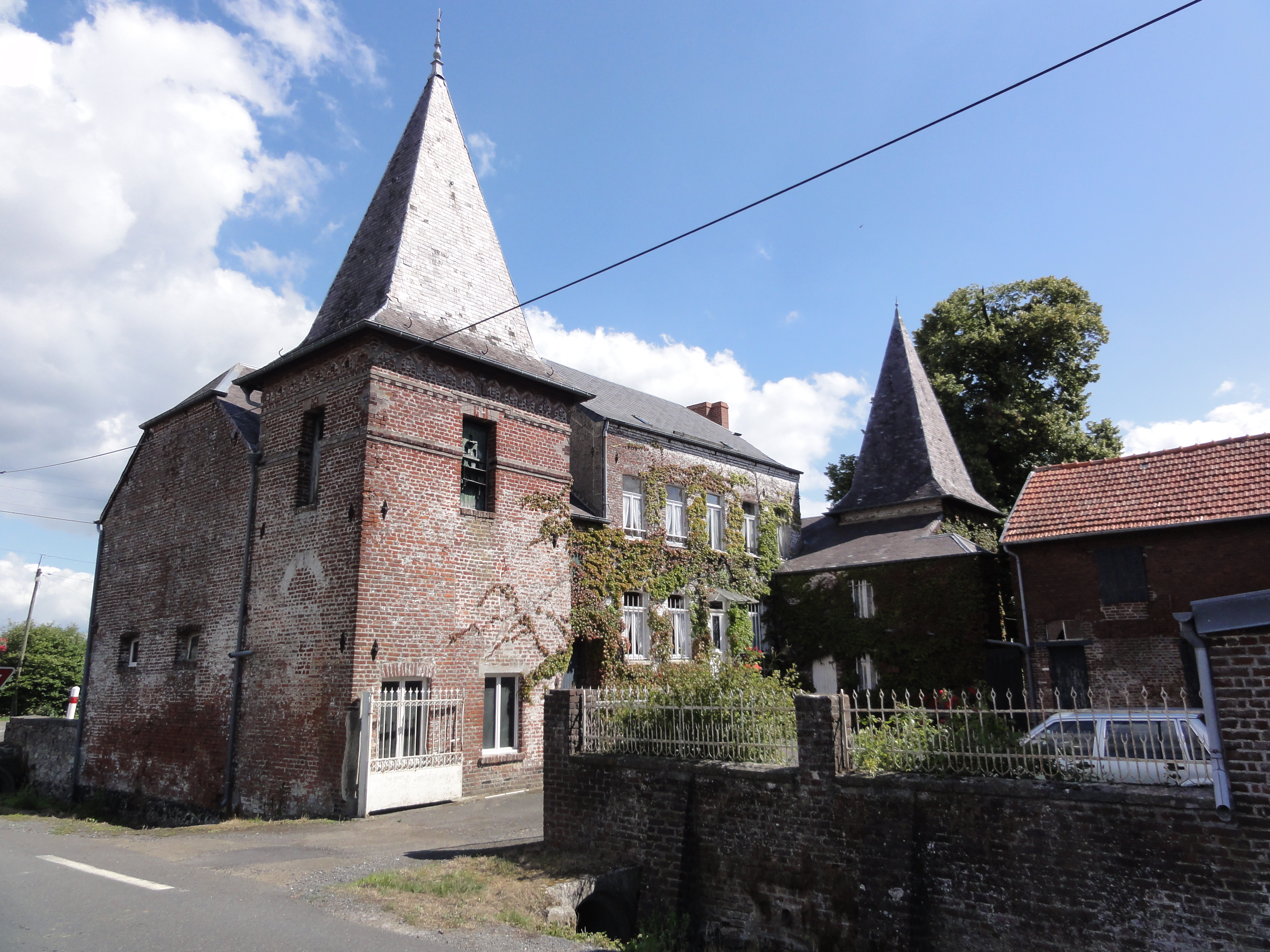
Haus Les Fontenelles mit zwei Taubentürmen
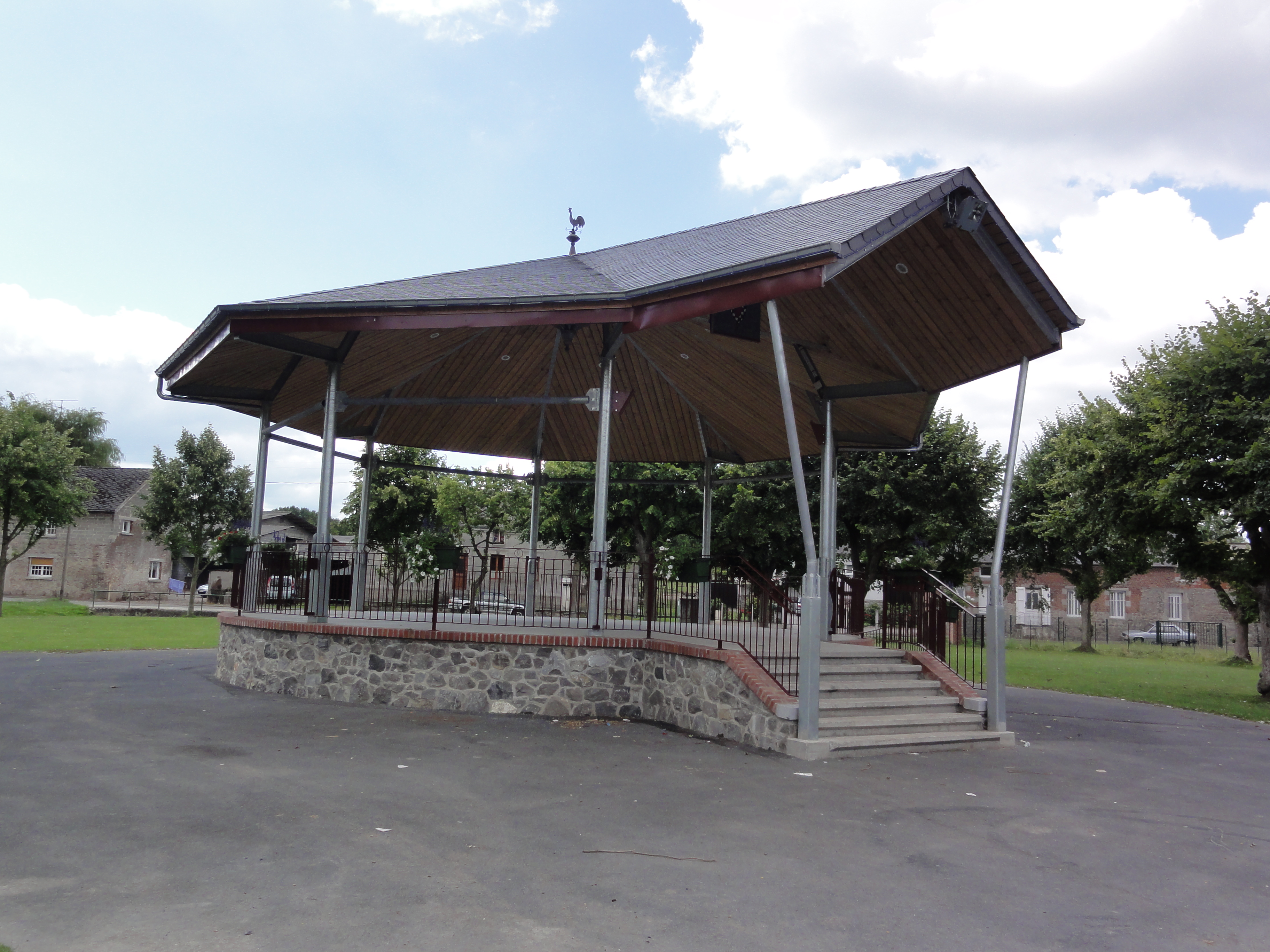
Musikpavillon
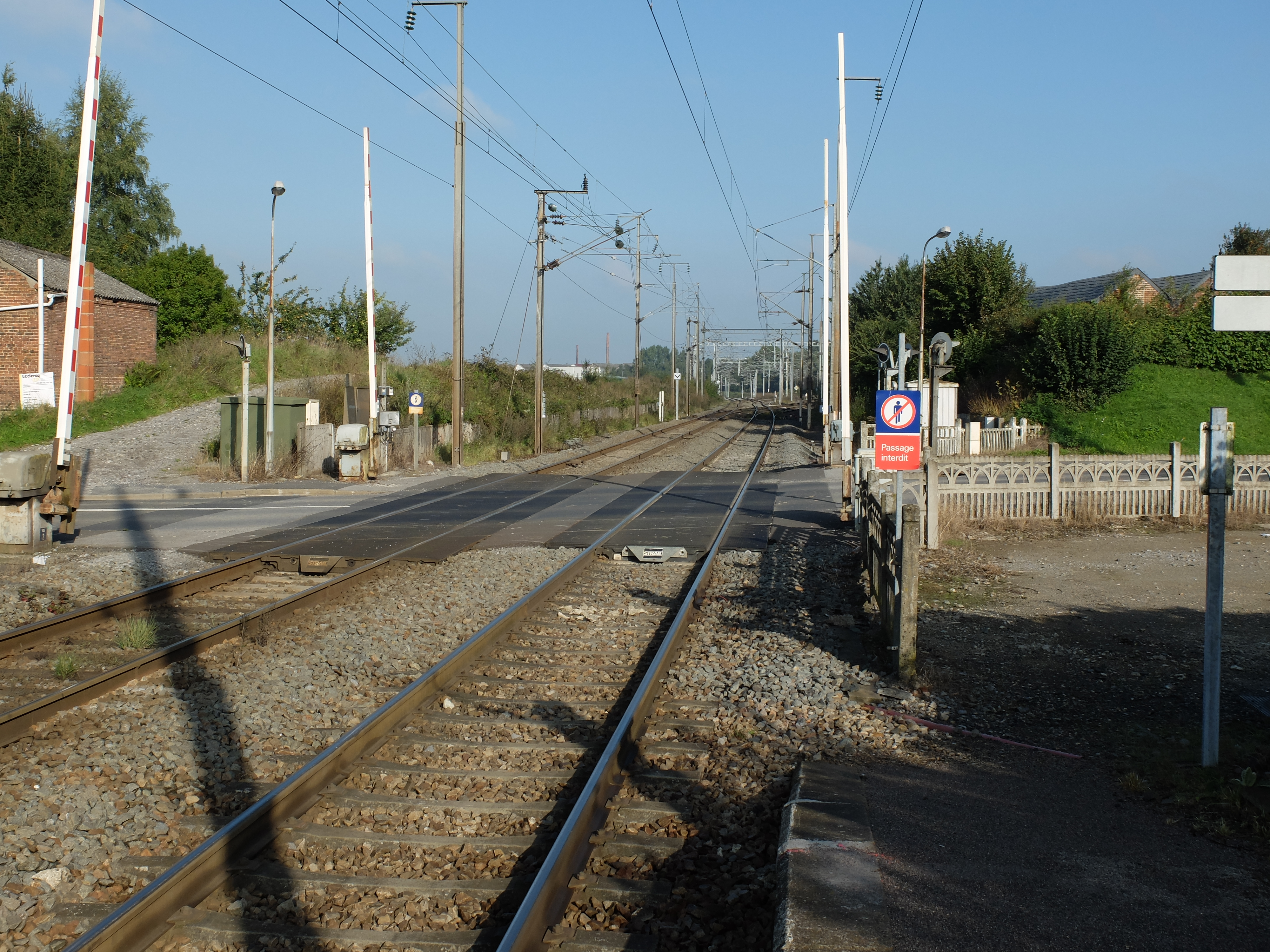
Bahnstation Leval

## Partnergemeinde
Eine Partnerschaft besteht seit 1999 mit Harzgerode in Deutschland.

## Persönlichkeiten
- René Hournon (1905–1979), Radrennfahrer